# Jean II des Barres
Pour les articles homonymes, voir Barres.
Jean II des Barres, né vers 1250 et mort en 1324-1325 ? est un chevalier français, seigneur de Chaumont et Villeneuve-la-Guyard dans le nord de l'Yonne.

Il appartient à la branche cadette de la maison des Barres traditionnellement dite branche de Chaumont, et doit sa célébrité à son titre de maréchal de France obtenu sous le règne de Philippe V de France.

## Biographie

### Généalogie

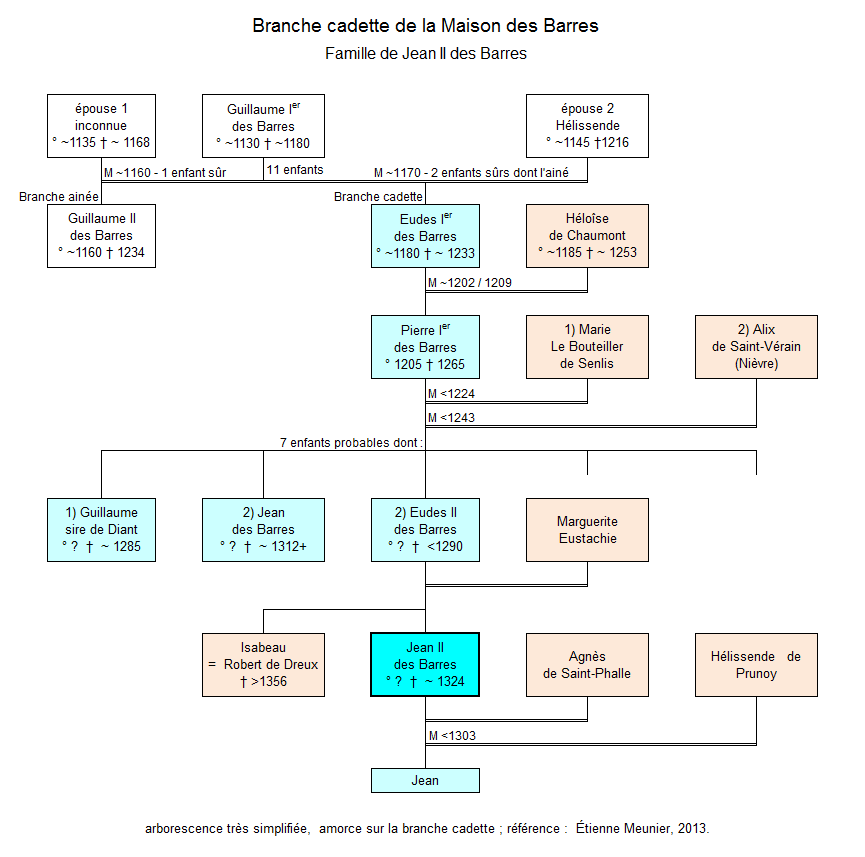
Arborescence de la branche cadette de la Maison des Barres.

Il appartient à la branche cadette de la maison des Barres ; cette branche a pour origine Guillaume Ier des Barres marié en secondes noces avec Hélissende de Joigny, Chaumont (-sur-Yonne) (alias de Saint-Bris). Leur descendance constitue cette branche des seigneurs de Chaumont dont les premiers membres sont sommairement, :

- Eudes Ier , demi-frère de Guillaume II des Barres, de la branche ainée, qui s'illustra à la bataille de Bouvines. Eudes est le premier membre de cette branche cadette. Il épouse Héloïse, autre dame de Chaumont. Elle lui donnera un seul fils ;

- Pierre Ier, fils unique des précédents, chevalier, qui héritera des titres de ses parents. Il épouse en premières noces, Marie Le Bouteiller de Senlis, qui lui donnera quatre enfants dont Guillaume, seigneur de Diant. Sa seconde épouse, Alix de Saint-Vérain, est mère de trois enfants dont Eudes II, seigneur de Chaumont, père de Jean II.
Jean II des Barres est nommé Johannet en 1291 et, plus tard, il est surnommé « le Borgne » (Strabo).

Il épouse en premières noces Agnès de Saint-Phalle puis Hélissande de Prunoy dont il aura un fils, Jean (pouvant être confondu avec son père).

Il est supposé être décédé au siège de La Réole en 1324.
Sa descendance est complexe et incomplète. La dernière de la lignée des Barres de Chaumont sera Claude des Barres. Elle épousera vers 1490 Louis de Buffevent.

### Titres et armes
Dès 1224, Héloïse est dame de Chaumont. Eudes et Héloïse ont à gérer un ensemble de domaines constitué de vingt-quatre villages. Les terres vont de Malay-le-Vicomte au sud-est de Sens à Villeneuve-la-Guyard et Diant plus au nord-ouest de Chaumont.

Leur fils unique, Pierre Ier héritera de tous leurs biens ; il est seigneur de Chaumont dès 1255. Du fait de sa nombreuse progéniture, la seigneurie initiale sera morcelée.

#### Titres
Jean II des Barres est chevalier et seigneur de Chaumont et Villeneuve-la-Guyard en 1312. Il deviendra maréchal de France (voir infra).

#### Armes
Les armes des Barres de Chaumont portent le plus souvent un écu losangé d'or et de gueules, comme la branche ainée des Barres d'Oissery. Chaque membre y ajoute sa marque personnelle, marque qui peut d'ailleurs varier au cours du temps. Les auteurs ont aussi, parfois, des affirmations discordantes sur le sujet.
Seuls seront présentés ici les sceaux recensés à ce jour. Parmi ces sceaux, celui de Jean II dont la généalogie n'est pas précisée. Il peut y avoir confusion entre le père (dit ici Jean II) et son fils Jean, mais comme le fils est l'héritier direct de son père, on supposera qu'ils ont armes communes.
- le sceau d'Eudes Ier représente un écu avec « une bande sur un champ fretté et dans chaque espace une étoile à huit branches. » ;
- celui de Pierre Ier porte « un écu losangé brisé d'un lambel de cinq pendants » ;
- Guillaume, fils de Pierre Ier et de Marie porte « un écu losangé au lambel à cinq pendants », comme son père ;
- Jean II, père plutôt que fils, dont le sceau est présenté dans l'infobox de l'en-tête[N 4], comporte un contre-sceau représentant « un écu losangé au lambel à trois pendants ».

### Le chevalier
Jean II des Barres épouse la carrière militaire sur laquelle on sait peu de choses.
Sous Philippe le Bel, roi de 1285 à 1314 : 

En 1302, il reçoit des quittances de gages, émis à Arras, pour l'ost de Flandres ; à ce parchemin est appendu un sceau (des secrets) à son nom.
Il est « Conseiller du Roi au Conseil étroit » et, à ce titre :
- il est envoyé, en 1311, comme négociateur royal avec Anseau de Joinville et un Simon de Monfort ? vers le duc de Lorraine Thiébaut II. Il s'agit de délimiter les droits que le roi de France a sur la terre de Passavant-en-Argonne ;
- au mois de mars 1314, il représente le Roi auprès de l'évêque d'Auxerre. Il lui fait hommage lorsque Philippe le Bel est mis en possession de la terre de Donzy, confisquée par le comte de Flandre.

Sous Philippe V de France, roi de 1316 à 1322, puis sous Charles IV de France le Bel, roi de 1322 à 1328 :         
- il est élevé à la dignité de maréchal de France, en novembre 1318, succédant alors à Jean de Corbeil ; Quesvers note qu'il a été ensuite gouverneur d'Artois après Hugues (III ?) de Conflans[10].
- en 1319, il est envoyé comme ambassadeur auprès de Robert III comte de Flandre. Le 27 septembre 1319, avec Pierre de Galard, grand maître des arbalétriers, ils somment le comte de Flandre de comparaître en personne devant le roi de France au jour de Noël suivant (qui aura lieu, en fait, le 5 mai 1320) [11].

En 1316, en exécution du testament du roi Louis X, roi de 1314 à 1316, il reçoit vingt livres.

Philippe V lui assure, par lettres patentes du 19/01/1320, une rente de cinq-cents livres parisis à prendre tant qu'il tient l'office de maréchal de France sur la terre et les hommes taillables de Pont-Belin. Cette rente lui est assise sur celle d'Évry et d'autres au bailliage de Troyes. Le receveur de Champagne refuse de l'en laisser jouir. Jean II des Barres obtient un arrêt de la chambre des comptes en sa faveur le 19 mars 1321.

Une lettre du roi, Charles IV de France, de janvier 1322, confirme cette rente de cinq-cents livres parisis.

Toujours en 1322, le premier juillet, le surnommé « Le Borgne » perçoit une somme de cent sols.

Une lettre du roi, du 6 octobre 1322, le gratifie d'une somme de mille-deux-cent-cinquante livres.